# Broadalbin (Nowy Jork)
Broadalbin – miasto w Stanach Zjednoczonych, w stanie Nowy Jork, w hrabstwie Fulton.